# دانشکده پزشکی قزوین
دانشکده پزشکی شهید بابائی دانشگاه علوم پزشکی قزوین یکی از دانشکده‌های پزشکی ایران وابسته به دانشگاه علوم پزشکی قزوین در قزوین است. این دانشکده در سال ۱۳۶۴ بنیانگذاری شد و دارای ۶ بیمارستان آموزشی است.

## تاریخچه
دانشکده پزشکی قزوین در سال ۱۳۶۴ بنیانگذاری شد. هم‌اکنون ریاست این دانشکده را دکتر امیرمحمد کاظمی‌فر ، متخصص پزشکی قانونی برعهده دارد.